# Thomas-salak
A Thomas-salak (angolul Thomas phosphatic fertilizer)  egy mesterséges trágya. A foszfortrágyákat a 19. század végén már Magyarországon is számos gazdaságban alkalmazták, leginkább az őszi gabona és a cukorrépa alá.

## Összetétele
11-23%, főleg kalciumhoz kötött foszforsavat, ezenkívül átlag 49% kalcium-oxidot, több-kevesebb ferrooxidot (4-9%), nehány százalék alumínium-oxidot, kovasavat stb. tartalmaz.

## Előállítása
A Thomas-salakot igen nagy mennyiségben kapják, mint mellékterméket a foszfortartalmú nyersvasnak Thomas eljárása szerint történő foszfortalanításánál. E salakot gépekkel igen finom lisztté őrlik, mert trágyaértéke foszforsav-tartalmán kivül porfinomságától is függ.